# Good Girls (série de televisão)
Good Girls é uma série de televisão comédia dramática de crime norte-americano criada por Jenna Bans que estreou na NBC em 26 de fevereiro de 2018. A série é produzida por Bans, Dean Parisot (que dirigiu o piloto) e Jeannine Renshaw pela Universal Television. A primeira temporada terminou em 30 de abril de 2018. Em 7 de maio de 2018, a NBC renovou a série para uma segunda temporada, que estreou em 3 de março de 2019. Internacionalmente a série foi lançada pela Netflix em 4 de julho de 2018.
Em abril de 2019 uma terceira temporada foi aprovada pela NBC de 11 episódios, que estreou em 16 de fevereiro de 2020.

Em 7 de Março de 2021, a quarta e última temporada da série estreou. Em 28 de Junho de 2021 a série foi cancelada pela NBC. A emissora não achou uma forma de continuar com a série após uma expressiva queda na audiência, que a manteve como o seu drama menos assistido no último semestre. O último episódio da série foi ao ar em 22 de Julho de 2021 intitulado "Nevada".

## Enredo
A série segue três mães suburbanas de Detroit, duas das quais são irmãs, que estão tendo dificuldades para sobreviver. Elas estão cansadas de ter tudo tirado delas, então decidem fazer um assalto improvável roubando um supermercado, apenas para descobrir que estão em mais do que negociavam. Seu roubo bem-sucedido atrai a atenção do gerente da loja depois que ele reconhece uma das mulheres, mas por uma razão diferente totalmente ligada ao dinheiro. A partir daí elas descobrem que todo o dinheiro que roubaram é lavado e se envolvem em um negócio improvável.

## Elenco

### Principais
- Christina Hendricks como Beth Boland, mãe de quatro filhos e dona de casa traída por seu marido, o vendedor de carros Dean;[11]

- Retta como Ruby Hill, a melhor amiga de Beth, uma garçonete que está lutando para pagar por tratamentos de doenças renais de sua filha Sara;[12]
- Mae Whitman como Annie Marks, irmã mais nova de Beth, mãe solo que trabalha no supermercado como caixa e cujo ex está processando-a por custódia total de sua filha;[13]
- Reno Wilson como Stan Hill, marido de Ruby cujo é policial de shopping e virou policial civil;[14]
- Manny Montana como Christopher "Rio", um criminoso que tem um negócio de lavagem de dinheiro;[15]
- Lidya Jewett como Sara Hill, filha de Ruby e Stan, que tem uma doença renal;
- Isaiah Stannard como Sadie Marks, filho transgênero de Annie e Gregg;
- Matthew Lillard como Dean Boland, marido de Beth e vendedor de carros que tomava decisões ruins com seu dinheiro;[16]

### Recorrente
- Zach Gilford como Gregg, o pai de Sadie que está tentando processar Annie por custódia total;
- David Hornsby como Leslie "Boomer" Peterson, chefe deplorável de Annie no supermercado;
- James Lesure como o agente Tim "Jimmy" Turner, um afável agente do FBI que está investigando Rio;
- Kaitlyn Oechsle como Emma Boland, filha mais nova de Beth e Dean;
- Allison Tolman como Mary Pat, membra do grupo das Clientes Secretas, que descobre o plano das meninas e as chantageiam;[17]
- Sally Pressman como Nancy, mulher de Gregg;
- June Squibb como Marion Petersen, a avó de Boomer que se torna amiga de Annie depois dela assaltá-la;

## Episódios

### 1ª Temporada (2018)
| N.º na série | N.º na temp. | Título Original Título no Brasil                     | Dirigido por       | Escrito por                   | Lançamento              |
| ------------ | ------------ | ---------------------------------------------------- | ------------------ | ----------------------------- | ----------------------- |
| 1            | 1            | "Pilot" "Piloto"                                     | Dean Parisot       | Jenna Bans                    | 25 de fevereiro de 2018 |
| 2            | 2            | "Mo Money, Mo Problems" "Mais Grana, Mais Problemas" | Dean Parisot       | Jeannine Renshaw              | 5 de março de 2018      |
| 3            | 3            | "Borderline" "Divisa"                                | Kenneth Fink       | Jenna Lamia                   | 12 de março de 2018     |
| 4            | 4            | "Atom Bomb" "Bomba Atômica"                          | Dean Parisot       | Nicole Paulhus                | 19 de março de 2018     |
| 5            | 5            | "Taking Care of Business" "Resolvendo Negócios"      | Sarah Pia Anderson | Des Moran                     | 26 de março de 2018     |
| 6            | 6            | "A View From the Top" "A Vista de Cima"              | So Yong Kim        | Marc Halsey                   | 2 de abril de 2018      |
| 7            | 7            | "Special Sauce" "Molho Especial"                     | Sharat Raju        | Bill Krebs                    | 9 de abril de 2018      |
| 8            | 8            | "Shutdown" "Desligamento"                            | Nzingha Stewart    | Mark Wilding                  | 16 de abril de 2018     |
| 9            | 9            | "Summer of the Shark" "Verão do Tubarão"             | Michael Weaver     | Bill Krebs & Jeannine Renshaw | 23 de abril de 2018     |
| 10           | 10           | "Remix" "Remix"                                      | Sarah Pia Anderson | Jenna Bans                    | 30 de abril de 2018     |

### 2ª Temporada (2019)
| N.º na série | N.º na temp. | Título Original Título no Brasil                                                       | Dirigido por     | Escrito por                   | Lançamento          |
| ------------ | ------------ | -------------------------------------------------------------------------------------- | ---------------- | ----------------------------- | ------------------- |
| 11           | 1            | "I'd Rather Be Crafting" "Prefiro Fazer Artesanato" (BR)                               | Michael Weaver   | Bill Krebs                    | 3 de março de 2019  |
| 12           | 2            | "Slow Down, Children at Play" "Devagar, Crianças Brincando" (BR)                       | Michael Weaver   | Jeannine Renshaw              | 10 de março de 2019 |
| 13           | 3            | "You Have Reached the Voicemail of Leslie Peterson" "Esta é a Caixa Postal de..." (BR) | Dylan K. Massin  | Emily Halpern & Sarah Haskins | 17 de março de 2019 |
| 14           | 4            | "Pick Your Poison" "Escolha Seu Veneno" (BR)                                           | Phil Traill      | Jenna Lamia                   | 24 de março de 2019 |
| 15           | 5            | "Everything Must Go" "Queima Total" (BR)                                               | Michael Spiller  | Carla Banks Waddles           | 31 de março de 2019 |
| 16           | 6            | "Take Off Your Pants" "Tire Sua Calça" (BR)                                            | Dean Parisot     | Des Moran                     | 7 de abril de 2019  |
| 17           | 7            | "The Dubby" "O Bobô" (BR)                                                              | So Yong Kim      | Bill Krebs                    | 14 de abril de 2019 |
| 18           | 8            | "Thelma and Louise" "Thelma e Louise" (BR)                                             | Michael Weaver   | Emily Halpern & Sarah Haskins | 21 de abril de 2019 |
| 19           | 9            | "One Last Time" "Uma Última Vez" (BR)                                                  | Tara Nicole Weyr | Carla Banks Waddles           | 28 de abril de 2019 |
| 20           | 10           | "This Land Is Your Land" "Esta Terra é Sua Terra" (BR)                                 | Lee Friedlander  | Jeannine Renshaw              | 5 de maio de 2019   |
| 21           | 11           | "Hunting Season" "Temporada de Caça" (BR)                                              | Ken Whittingham  | Jeannine Renshaw              | 12 de maio de 2019  |
| 22           | 12           | "Jeff" "Jeff" (BR)                                                                     | Andrew McCarthy  | Mark Wilding & Jenna Lamia    | 19 de maio de 2019  |
| 23           | 13           | "King" "Rei" (BR)                                                                      | Michael Weaver   | Bill Krebs                    | 26 de maio de 2019  |

### 3ª Temporada (2020)
| N.º na série | N.º na temp. | Título Original Título no Brasil                   | Dirigido por    | Escrito por                    | Lançamento              |
| ------------ | ------------ | -------------------------------------------------- | --------------- | ------------------------------ | ----------------------- |
| 24           | 1            | "Find Your Beach" "Encontre Sua Praia" (BR)        | Michael Weaver  | Jenna Bans & Bill Krebs        | 16 de fevereiro de 2020 |
| 25           | 2            | "Not Just Cards" "Não São só Cartões" (BR)         | Phil Traill     | Carla Banks Waddles            | 23 de fevereiro de 2020 |
| 26           | 3            | "Egg Roll" "Ovo Frito" (BR)                        | Lee Friedlander | Helen Childress                | 1 de março de 2020      |
| 27           | 4            | "The Eye In Survivor" "Olhar de Sobrevivente" (BR) | Dylan K. Massin | Greta Heinemann                | 8 de março de 2020      |
| 28           | 5            | "Au Jus" "Au Jus" (BR)                             | Andrew McCarthy | Chantelle M. Wells             | 15 de março de 2020     |
| 29           | 6            | "Frere Jacques" "Frère Jacques" (BR)               | Michael Weaver  | Ester Lou Weithers             | 22 de março de 2020     |
| 30           | 7            | "Vegas Baby" "Vegas, Baby" (BR)                    | Andrew McCarthy | Helen Childress                | 29 de março de 2020     |
| 31           | 8            | "Nana" "Vovó" (BR)                                 | Phil Traill     | Greta Heinemann                | 5 de abril de 2020      |
| 32           | 9            | "Incentive" "Incentivo" (BR)                       | Sara Zandieh    | Chantelle M. Wells             | 19 de abril de 2020     |
| 33           | 10           | "Opportunity" "Oportunidade" (BR)                  | Michael Weaver  | Carla Banks Waddles            | 26 de abril de 2020     |
| 34           | 11           | "Synergy" "Sinergia" (BR)                          | Dylan K. Massin | Vanessa Mancos & Jeremy Gordon | 5 de março de 2020      |

4ª Temporada (2021)

## Produção

### Fundição
Originalmente, Kathleen Rose Perkins foi escalada para o papel de Beth no piloto. Mais tarde, foi confirmado que ela havia deixado o projeto e o papel seria reformulado. Christina Hendricks foi anunciada como substituta em 10 de julho de 2017.